# Templo de Fort Collins
El Templo de Fort Collins, Colorado, es uno de los templos construidos y operados por la Iglesia de Jesucristo de los Santos de los Últimos Días, el número 40 construido por la iglesia y el segundo en el estado de Colorado. El templo está ubicado en la esquina sureste de la intersección de la Carretera Trilby y Timberline, al otro lado de la calle de una de las capillas SUD ya existentes de la ciudad de Fort Collins, Colorado.
Al templo, por su cercanía a las comunidades, asisten Santos de los Últimos Días provenientes del norte del estado de Colorado, Nebraska Occidental y el sur de Wyoming. El resto de los fieles de Colorado y Kansas asisten al templo de Denver.

## Construcción
La Primera Presidencia de la iglesia SUD anunció la construcción del templo en la ciudad de Fort Collins el 2 de abril de 2011 durante la conferencia general de la Iglesia. Tras el anuncio público, la iglesia en ese país buscó un terreno adecuado, finalmente se decidió construir el templo religioso en un terreno que anteriormente había sido zonificado para la construcción de residencias, supermercados y otros negocios. Mediante un acuerdo intergubernamental entre el Condado de Larimer y la ciudad de Fort Collins se consiguió modificar la zonificación para que permitiese la construcción del templo, su área de estacionamiento y sus jardines en el terreno adquirido por la Iglesia.
La ceremonia de la primera palada tuvo lugar el 16 de enero de 1999 presidida por Ronald A. Rasband y al que asistieron unas 2.300 personas.
El templo de Fort Collins tiene un total de 3.900 metros cuadrados de construcción en un terreno de 4,7 hectáreas. Cuenta con dos salones empleados para las ordenanzas SUD, tres salones de sellamientos matrimoniales y un batisterio.
Ya avanzada la construcción, los trabajos fueron objeto de actos vandálicos el 23 de agosto de  2015, junto con otros centros de culto de los alrededores. El 26 de agosto de 2015, una estatua del ángel Moroni similar a las que culminan muchos otros templos fue puesta en su sitio.

## Dedicación
El templo SUD de la ciudad de Fort Collins fue dedicado para sus actividades eclesiásticas en 4 sesiones el 16 de octubre de 2016, por Dieter F. Uchtdorf. Con anterioridad a ello, del 19 de agosto al 10 de septiembre de ese mismo año, la iglesia permitió un recorrido público de las instalaciones y del interior del templo al que asistieron cerca de 140.000 visitantes.